# Knihinin-Kolonia
Knihinin-Kolonia (ukr. Княгинин Колонія) – dawna miejscowość, od 1925 w granicach miasta Stanisławowa w obwodzie iwanofrankowskim na Ukrainie, na południowy wschód od starego centrum.
Dawniej jednostkowa gmina wiejska, za II RP w powiecie stanisławowskim województwa stanisławowskiego. Liczba mieszkańców w 1921 roku wynosiła 6633. 1 stycznia 1925 całą gminę Knihinin-Kolonia (196,5 ha), a także gminę Knihinin-Wieś (770,9 ha), włączono do Stanisławowa. Tam Kolonia utworzyła dzielnicę XIII Kolonja w ramach IV okręgu wyborczego (wraz z częścią Mykietyńców włączoną równocześnie do Stanisławowa).